# Sandur (État princier)
Pour les articles homonymes, voir Sandur (homonymie).
Sandur était un petit État princier des Indes, dirigé par des souverains qui portèrent le titre de « rao » puis de « radjah ».
Cette principauté subsista jusqu'en 1949. Elle est aujourd'hui intégrée dans l'État du Karnataka.

## Histoire
La principauté de Sandur, située dans l'actuel Karnataka, fut un petit État princier des Indes. Il faisait partie du système féodal indien et était gouverné par une lignée de souverains locaux. Ces derniers portaient initialement le titre de « rao » avant d'adopter le titre de « radjah ». La famille régnante de Sandur a joué un rôle important dans l'administration de la région, bien que son influence ait été limitée par rapport aux grands royaumes voisins.
Au cours du XIXe siècle, la principauté de Sandur se trouvait sous la protection du Raj britannique, mais les souverains locaux maintenaient une certaine autonomie, principalement dans les affaires internes et administratives. La famille régnante fut également impliquée dans diverses initiatives locales, notamment dans la gestion des terres et la collecte des impôts.
En 1949, après l'indépendance de l'Inde et l'intégration des États princiers dans l'Union indienne, la principauté de Sandur fut intégrée à l'État du Karnataka. Le dernier radjah, Jeswant Rao, régna jusqu'à cette intégration, marquant la fin d'une ère pour ce petit État princier.

## Liste des raos puis radjahs de Sandur de 1796 à 1949

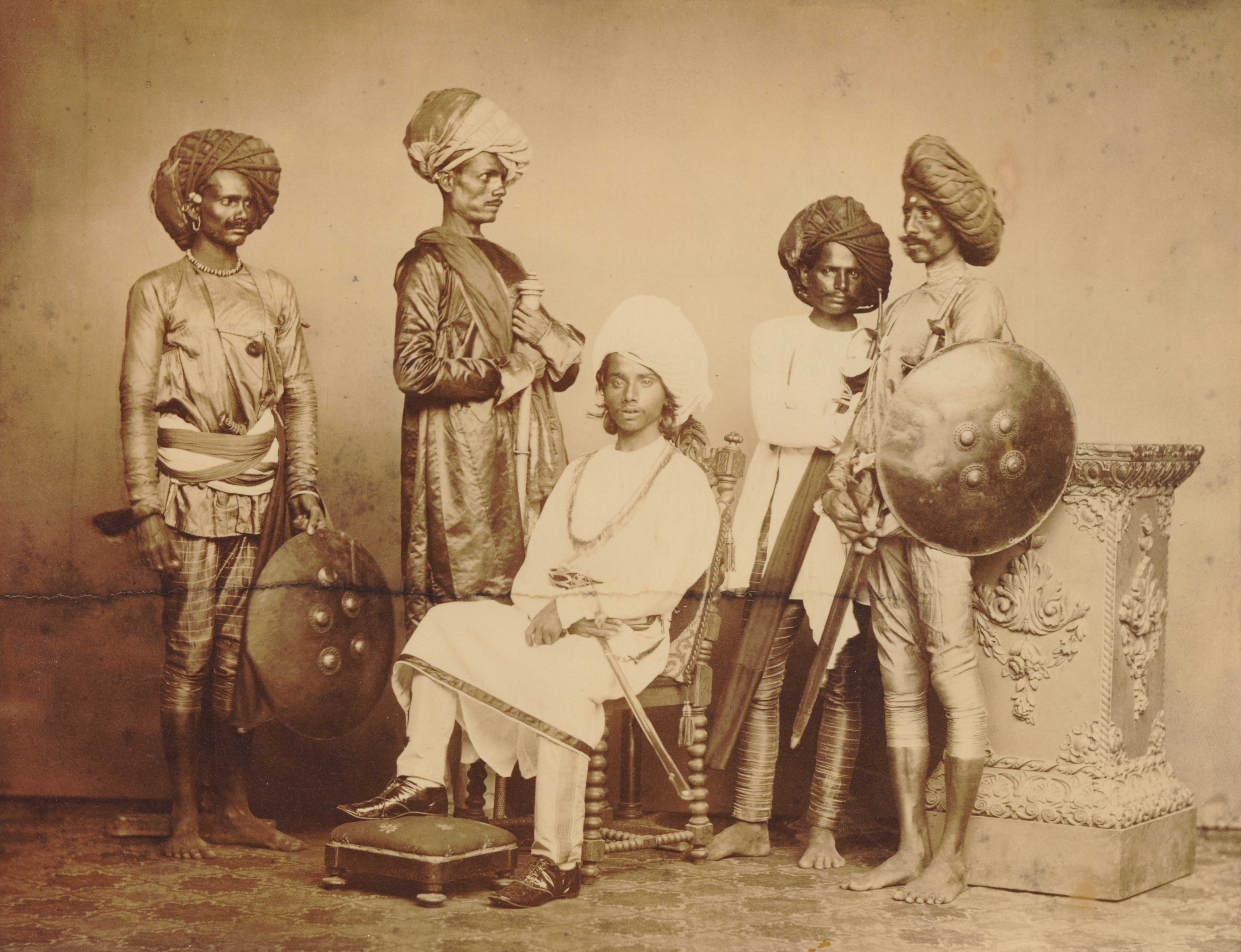
Prince de Sandur et sa suite, 1880.

- 1796-1817 Shiva Rao II (+1840)
- 1818-1840 Shiva Rao II (rétabli)
- 1840-1861 Venkata Rao II (+1861)
- 1861-1878 Shammukha Rao (en) (1847-1878)
- 1878-1892 Ramachandra Rao (en) (1850-1892)
- 1892-1927 Venkata Rao III (en) (1892-1927)
- 1928-1949 Jeswant Rao (en) (1908-1996)